# Protypophaemyia haywardi
Protypophaemyia haywardi là một loài ruồi trong họ Tachinidae.